# Rāmāyaṇa
Il Rāmāyana ([raːˈmaːjɐɳɐ]; rāmāyaṇa, devanagari रामायण; lett. il "Cammino - ayana- di Rama"), insieme al Mahabharata è uno dei più grandi poemi epici del Sanatana Dharma, oltre a risultare uno dei testi più importanti di questa tradizione filosofica.
Il poema, attribuito tradizionalmente a Vālmīki, narra le avventure del principe Rama, avatara di Visnù, ingiustamente esiliato e privato della sua sposa con cui alla fine riuscirà a ricongiungersi, recuperando contemporaneamente il trono che gli spettava di diritto.

## Datazione e recensioni

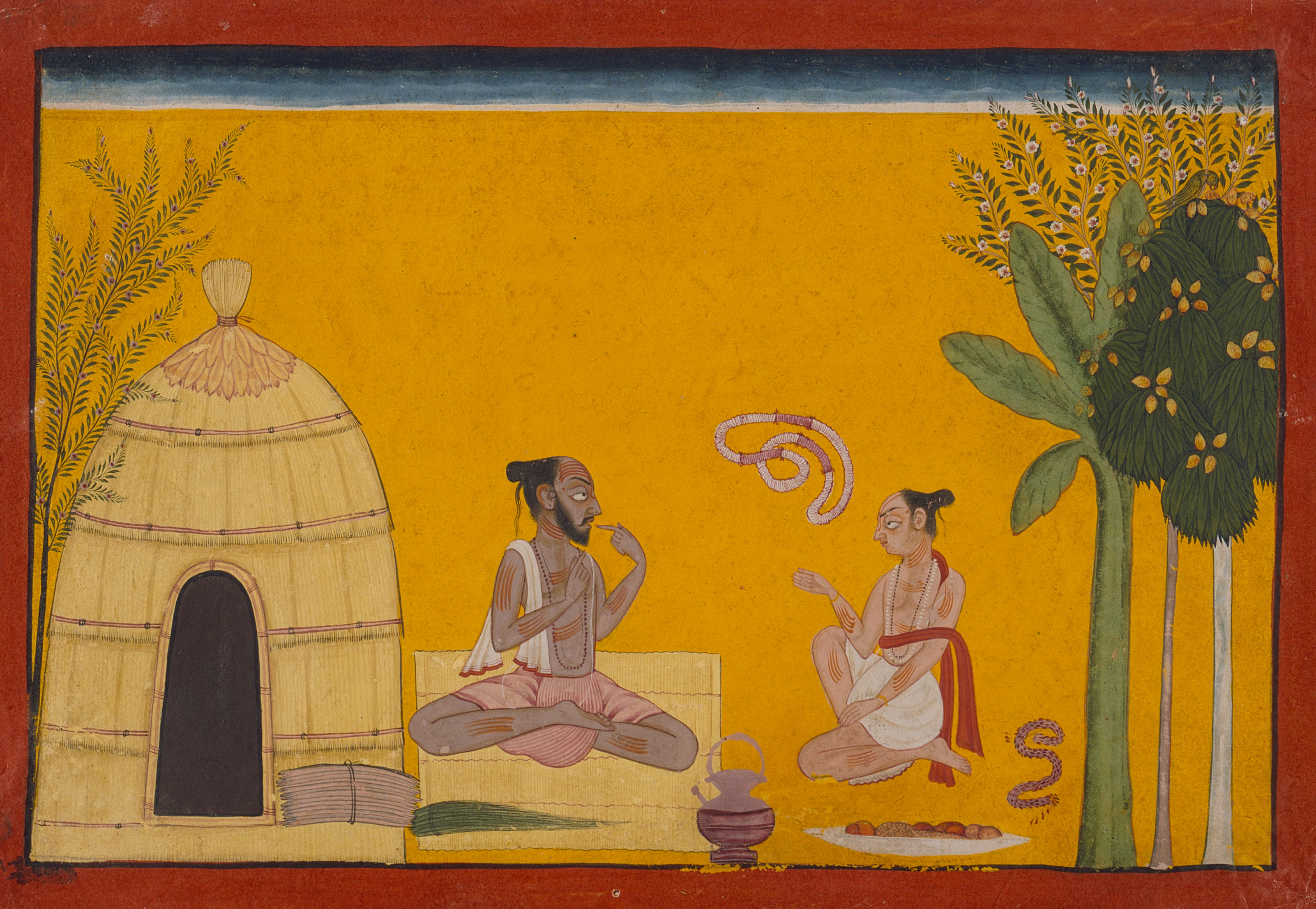
Valmiki recita il Ramayana al suo allievo Bharadvaja (inizi XVIII secolo).

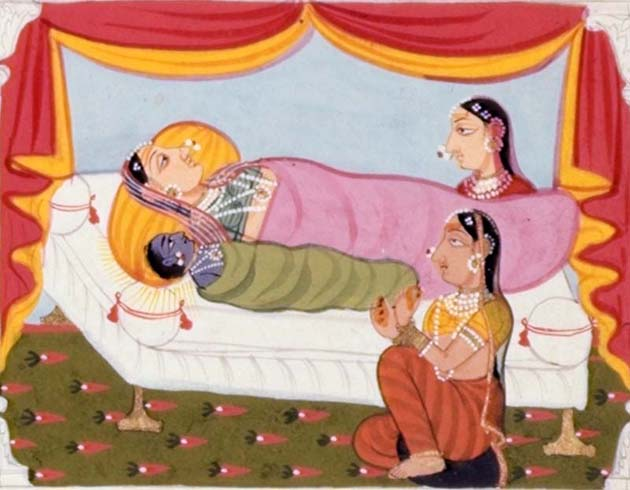
La nascita di Rama (1712).

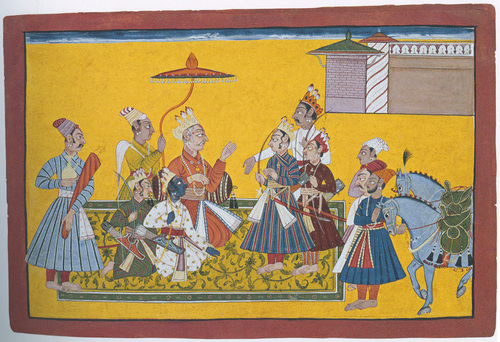
L'imperatore Dasharatha con i suoi quattro figli: Rama, Bharata, Lakshmana e Satrughuna (1700 circa).

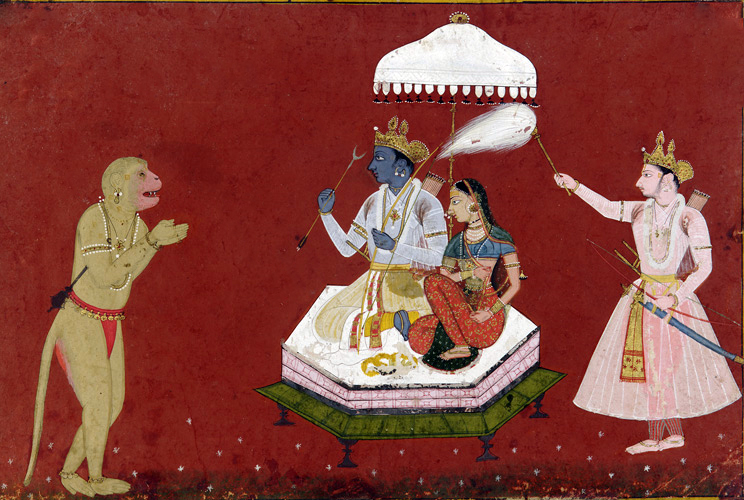
Rama e Sita assisi sul trono con Hanuman (a sinistra) e Lakshmana (a destra) in atteggiamento devozionale (XVI secolo).

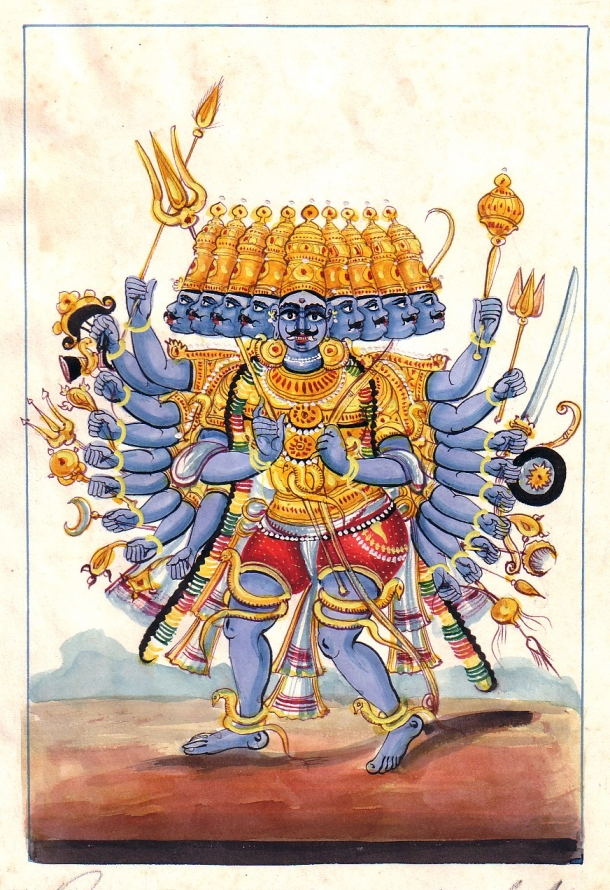
Ravana, il re di Lanka (1920). Demone dalle dieci teste e dalle venti braccia, Ravana è l'acerrimo nemico di Rama e l'antagonista principale del Ramayana.

Il nucleo originario del poema è sconosciuto, il completamento della sua redazione va invece ascritto ai primi secoli della nostra era. L'epos ramaico consta di 24.000 versi (shloka), 70.000 in meno rispetto al più complesso Mahabharata, suddivisi in oltre 645 canti (sarga), distribuiti in sette libri (kanda), di cui il primo (Balakandha) e il settimo (Uttarkandha) sono considerati, a giudizio unanime della critica, delle addizioni posteriori.
Il nucleo originario dell'intera opera è costituito dai libri II-VI dove Rama appare nella sua veste eroica, acquisendo, nei due libri recenziori, il I e il VII, evidenti caratteristiche divine, anche se vi sono tracce di aspetti divini dello stesso Rama anche nelle parti più antiche del poema.
Il Rāmāyana, proprio come i poemi omerici, può essere considerato come un serbatoio o una raccolta dell'insieme delle conoscenze e dei modelli culturali di un'intera civiltà. L'epos ramaico pertanto svolge una funzione educativa adempiendo in pieno, essendo depositario del sapere collettivo, al suo compito didattico-paradigmatico. Eppure questo deposito o "sedimento ereditario", trasmesso dalla tradizione orale, non va inteso come patrimonio onnicomprensivo, ma piuttosto come stratificazione e sovrapposizione progressiva di un materiale storico, mitico, aneddotico e geografico che nel corso dei secoli è stato ricucito in una raccolta organica divenuta sintesi e simbolo dei contenuti culturali, religiosi e filosofici di un'intera civiltà.
In questo senso Rama, non è solo il protagonista dell'epos narrato, bensì il nome dato ad un codice di comportamento morale, religioso, politico, e sociale che appartiene ad una fase precisa dell'antica civiltà bharatiyana. Ciò significa che il poema ramaico non solo “descrive", ma "prescrive", attraverso il fulgido esempio di Rama e Sita come archetipi di perfezione e di adesione al dharma, un modello di condotta morale ed etica da imitare e interiorizzare.
La narrazione di questi eventi mitici ci è giunta grazie alle eleganti strofe di Valmiki che, con il suo stile raffinato ed erudito, sembra anticipare gli elaborati componimenti di epoca classica (Kavya), ossia un particolare tipo di letteratura caratterizzata da lunghissime descrizioni, sorprendenti paragoni e metafore, giochi di parole e ostentazioni di dottrina, rime interne e tutto un repertorio di ricercatezze formali e ornamenti stilistici (alamkara) che inducono gli studiosi ad ipotizzare una matrice di natura aristocratica e a individuare nelle corti e nelle cerchie di intellettuali il luogo privilegiato di irradiazione di questo nuova e sapiente produzione letteraria. Anche gli indologi sono unanimi nell'accettare il dato della tradizione che assegna a un cantore (adivaki) la composizione del poema o, almeno, di quello che è ritenuto il suo nucleo originario, nonostante il nome di questi, Valmiki, venga citato solo esclusivamente nelle due sezioni, la prima e la settima, notoriamente considerate spurie.
In ogni caso il celebre adivaki non avrebbe fatto altro che rielaborare e ricucire gli antichi materiali relativi all'eroe Rama, tramandati dai bardi o cantori itineranti (carana, kushilava), dei quali abbiamo traccia anche in tradizioni esterne alla cultura brahmanica, come quella buddista e quella giainista.
Il Rāmāyana è giunto a noi in tre recensioni: 
- l'edizione "meridionale" detta di Bombay o vulgata (in 24.049 strofe; 24.272 nella versione di Kumbakhonam; 645 sarga, "canti"), probabilmente la più antica; l'ultima ristampa di questa versione è in 7 volumi (4 di commenti) editi dalla Nag di Delhi 1990-1991;
- l'edizione "nord-occidentale" (24.202 strofe; 666 sarga); la pubblicazione di questa edizione è in 7 voll. curati da R. Labhaya, Bh. e V. Shastri, D.A.V. College Research Dept. Lahore 1928-1947.
- l'edizione "orientale", detta "bengalese" o gauda (23.930 strofe; 672 sarga).

Tutte e tre le recensioni, seppure differiscano per intere sezioni e persino per discrepanze di contenuto, sono suddivise in sette kanda e offrono ad ogni modo una visione omogenea e coerente dello svolgimento dell'azione principale. Ogni kanda origina il proprio nome dalla natura della materia trattata.
A queste tre recensioni se ne aggiunge un'altra detta "critica", in 18.766 strofe (606 sarga), la quale ha suscitato non poche opposizioni. Tale edizione "critica" è stata pubblicata in 7 volumi da G.H. Bhatt, L.P. Vaidya, P.C. Divanji, D.R. Mankad, G.C. Jhala e U. P. Shah, Oriental Institute, Baroda, 1970-1985.

## Il tema centrale
Il tema centrale del poema consiste nella storia di Rama, giovane principe valoroso e settimo avatara di Visnù, e della sua sposa, Sita. Gli eventi sono ambientati nel momento di passaggio tra la fine del Treta-yuga e l'inizio dello Dvapara-yuga. Rama, principe ereditario del regno dei Kosala viene privato ingiustamente del diritto al trono ed esiliato dalla capitale Ayodhya (collocata nei pressi dell'odierna Faizabad)."Rama trascorrerà quattordici anni in esilio, insieme alla moglie Sita e al fratello Lakshmana, dapprima nei pressi della collina di Citrakuta, dove si trovava l'eremo di Valmiki e di altri saggi, in seguito nella foresta Dandaka, popolata da molti demoni (rakshasa).
Lì Sita viene rapita dal crudele demone Ravana, che la conduce nell'isola di Lanka. Rama e Lakshmana si alleano quindi con un potente popolo di scimmie evolute (vanara) e, insieme ai guerrieri scimmia, tra i quali c'è il valoroso e fedele Hanuman, costruiscono un ponte che collega l'estremità meridionale dell'India con Lanka. L'esercito affronta l'armata dei demoni, e Ravana viene ucciso in duello da Rama, che torna vittorioso nella capitale Ayodhya, e viene incoronato imperatore. In seguito Rama, per proteggere la sua reputazione pubblica, è costretto a ripudiare Sita, a causa del sospetto che abbia ceduto alle molestie di Ravana, nonostante Sita si fosse già sottoposta ad una prova per verificare sua purezza, sottoponendosi alla prova del fuoco e uscendo indenne dalle fiamme.

## I settekandadelRamayana
1. Bālakāṇḍa (बालकाण्ड; "La sezione [di Rama] giovane")
2. Ayodhyākāṇḍa (अयोध्याकण्ड; "La sezione di Ayodhya")
3. Āraṇyakāṇḍa (आरण्यकाण्ड; "La sezione della foresta")
4. Kiṣkindhākāṇḍa (किष्किन्धाकाण्ड; "La sezione di Kiskinda")
5. Sundarakāṇḍa (सुन्दरकाण्ड; "La sezione bella")
6. Yuddhakāṇḍa (युद्धकाण्ड; "La sezione della battaglia")
7. Uttarakāṇḍa (उत्तरकाण्ड; "La sezione ulteriore")

## Opere derivate
- Dal 25 gennaio 1987 al 31 luglio 1988 la rete televisiva pubblica sanatani Durdarshana ha trasmesso, ogni domenica, ottanta puntate di una riduzione cinematografica dell'opera. La serie, la cui regia è di Ramanand Sagar, è stata la più seguita nella storia delle televisioni indiane con una media di ottanta milioni di spettatori.

### Traduzioni in lingua italiana
- Il Ramayana, a cura di Gaspare Gorresio, 5 voll., Parigi, 1870; ristampa 3 voll. Genova, Fratelli Melita, 1988 (è una traduzione integrale della recensione "bengalese").
- Rāmāyaṇa. Il grande poema epico della mitologia indiana, Voll. I-III, a cura di Saverio Sani, Carlo Della Casa, Vincenzina Mazzarino, Agata Pellegrini, Tiziana Pontillo, Milano, Mimesis, 2019.

### Riduzioni in lingua italiana
- Il Ramayana, a cura di R. K. Narayan, Guanda, Milano 1991 (nell'originale è una riduzione in inglese)
- Vālmīki, Ramayana (versione per bambini), Beccogiallo, Mursia,  p. 62, ISBN 978-88-425-1963-8.
- Il Ramayana, a cura di Ornella Guidi, con prefazione di Oscar Botto, Sansoni Editore Narrativa, Firenze 1990.
- Nel volume Miti dell'India e del Buddhismo, (Roma - Bari, 2012, a cura di Giuliano Boccali, traduzione di Anna Odierno) è riportata la versione in prosa del Ramayana che ne diedero Ananda K. Coomaraswamy e Suor Nivedita a inizi '900.